# 溝口の塚古墳
溝口の塚古墳（みぞぐちのつかこふん）は、長野県飯田市上郷別府にあった古墳。形状は前方後円墳。飯田古墳群（うち上郷単位群）を構成した古墳の1つ。現在では墳丘は失われている。出土品は飯田市指定有形文化財に指定されている。

## 概要
長野県南部、天竜川支流の松川北岸の低位段丘上に築造された古墳である。1996-1998年度（平成8-10年度）に国道153号飯田バイパス建設に伴う発掘調査が実施されたのち、削平されている。
墳形は前方後円形で、前方部を南西方向に向けた。墳丘外表では葺石のほか、円筒埴輪（朝顔形埴輪含む）・形象埴輪が認められているほか（一部は鹿等の線刻を有する）、くびれ部盛土からは葬送儀礼に使用されたとみられる土師器高坏6点が出土している。また墳丘周囲には二重の周溝が巡らされる。埋葬施設は後円部墳頂における竪穴式石室で、未盗掘のほぼ完全な状態で検出されている。石室は基底部で長さ5.55メートル・幅0.9-1.05メートル・高さ0.95-1.1メートルを測る。石室内部からは人骨（身長164センチメートル程度、40歳前後の男性1人：渡来系にルーツの可能性）のほか、甲冑・武器類をはじめとする多数の副葬品が良好な状態で検出されている。
築造時期は、古墳時代中期の5世紀後半（または5世紀中葉-後半）頃と推定される。充実した副葬品のうち、甲冑や装飾性の高い鹿角装刀剣などは畿内ヤマト王権からの配布と考えられ、中央王権と地方との関係を考察するうえで重要視される古墳になる。また周辺では伊那谷最大級の飯沼天神塚古墳の築造が知られるほか、本古墳南側の宮垣外遺跡では円形・方形墳丘墓群が認められ、一帯の集落の墓域群を形成する。特に宮垣外遺跡では馬の埋葬土壙が検出されており、馬生産との関連が示唆される点でも注目される。
出土品は2012年（平成24年）に飯田市指定有形文化財に指定されている。

## 遺跡歴
- 1996-1998年度（平成8-10年度）、国道153号飯田バイパス建設に伴う発掘調査。調査後に削平（飯田市教育委員会、2001年に報告書刊行）。
- 2012年（平成24年）6月14日、出土品が飯田市指定有形文化財に指定。

## 墳丘
墳丘の規模は次の通り。
- 古墳総長：推定復元65.5メートル - 周溝を含めた全長。
- 墳丘長：推定復元47.5メートル
- 後円部
  - 直径：約28メートル
  - 高さ：5.2-5.9メートル
- 前方部
  - 幅：推定34メートル

調査時点で墳丘は後円部が楕円形に残存するのみであり、かつては円墳として認知されていたが、発掘調査で葺石・周溝が検出されたことで前方後円墳として推定復元がなされている。周溝は前方部側で底部幅約7メートルを測り、その外側に底部幅1-3メートルの外周溝が検出されている。

## 出土品
発掘調査で検出された副葬品は次の通り。
竪穴式石室内出土品
- 鉄剣 1（鹿角製剣装具付）
- 鉄刀 3（鹿角製刀装具付）
- 鹿角製品 1
- 鉄矛 1
- 鉄鏃 64
- 横矧板鋲留衝角付冑（錣付） 1
- 三角板鋲留短甲 1
- 横矧板鋲留短甲 1
- 頸甲 1
- 肩甲 1
- 鉄製品 4
- 琥珀製丸玉 12
- 滑石製臼玉 7

墳頂部出土品
- 鉄刀 5
- 短刀 1
- 鉄矛 1
- 鉄鏃 6
- 鉇 1
- 碧玉製管玉 1

墳丘内出土品
- 鉄製U字形鋤先 1
- 土師器 6 - 高杯。

周溝内出土品

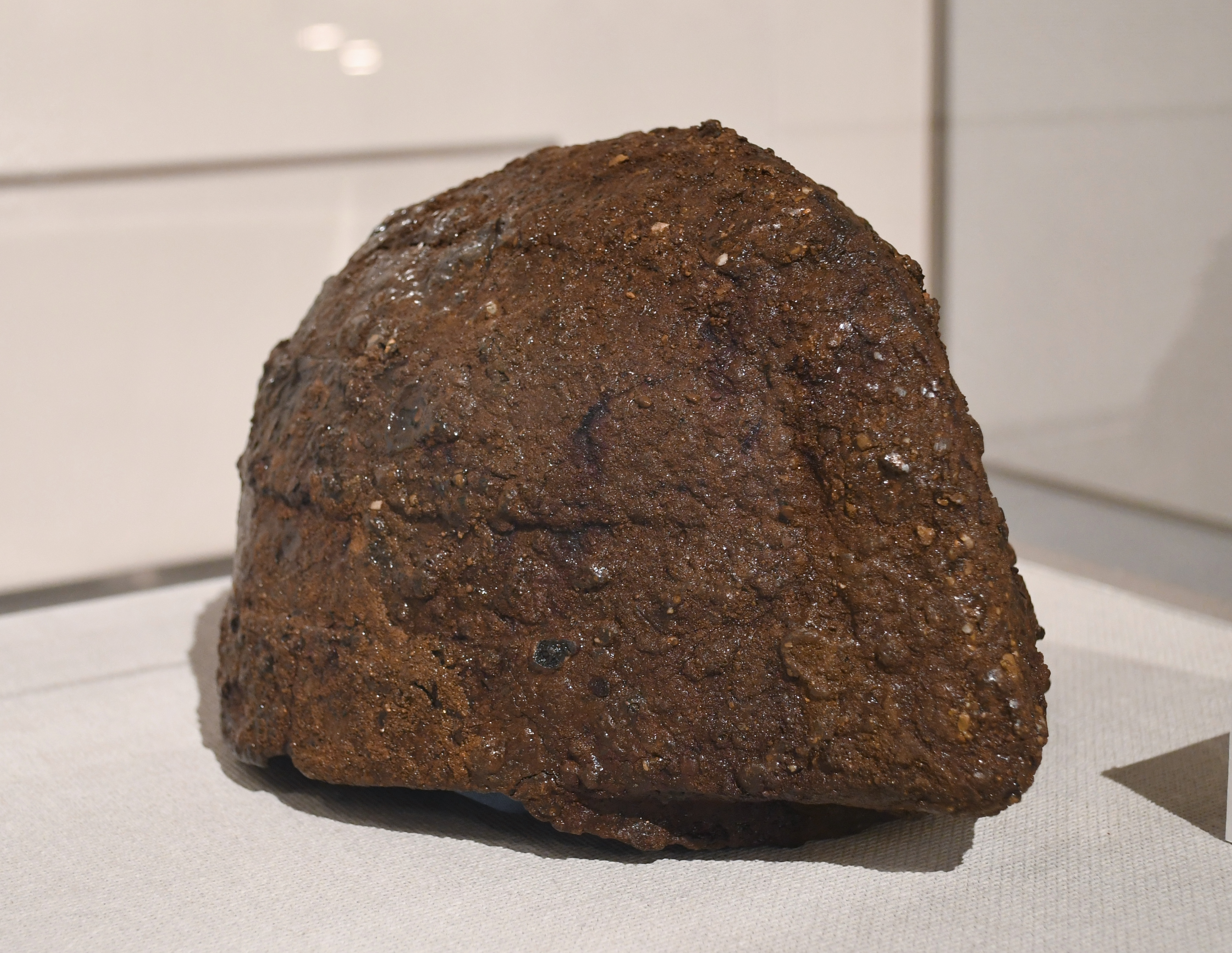
衝角付冑

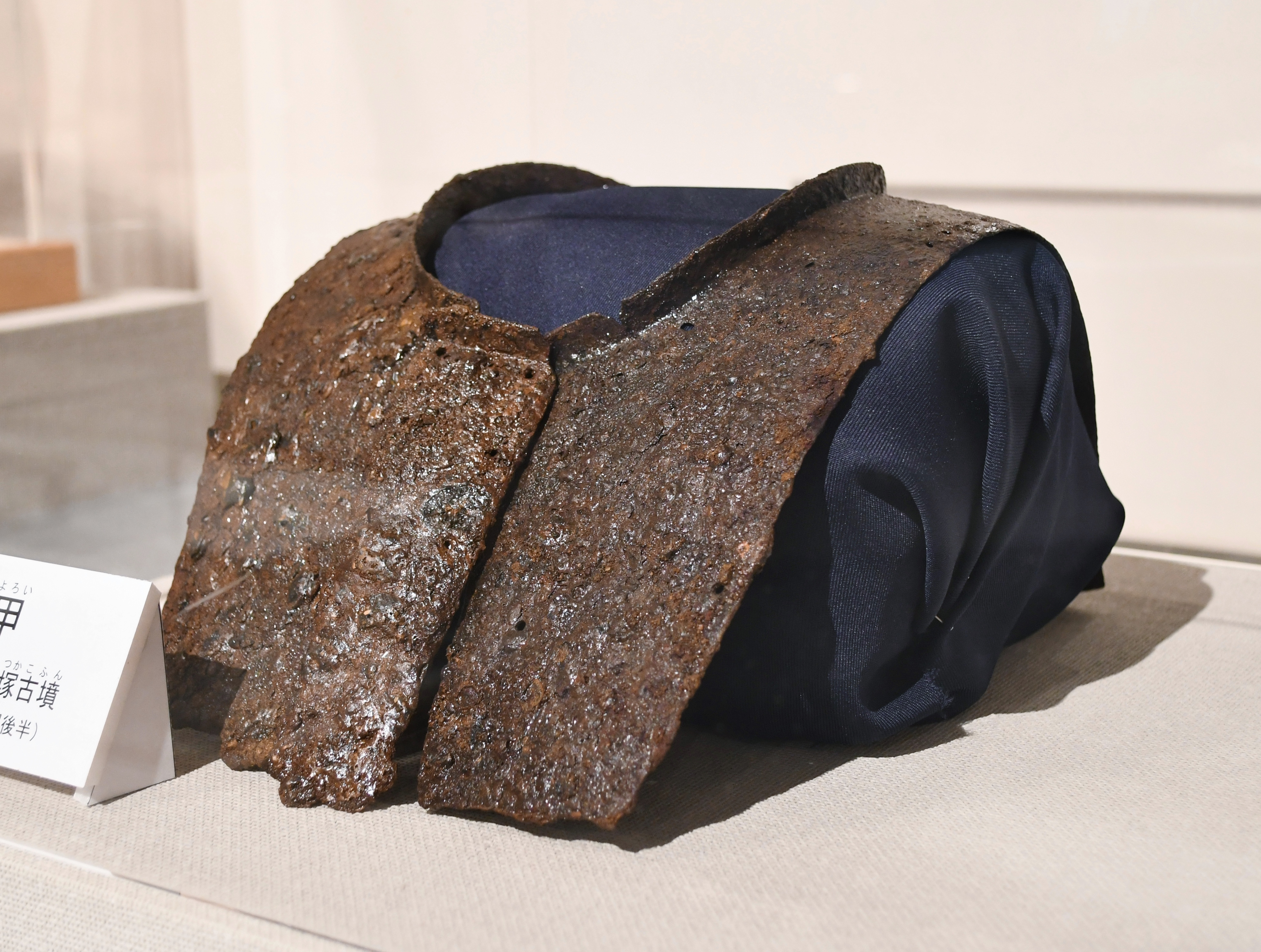
頸甲

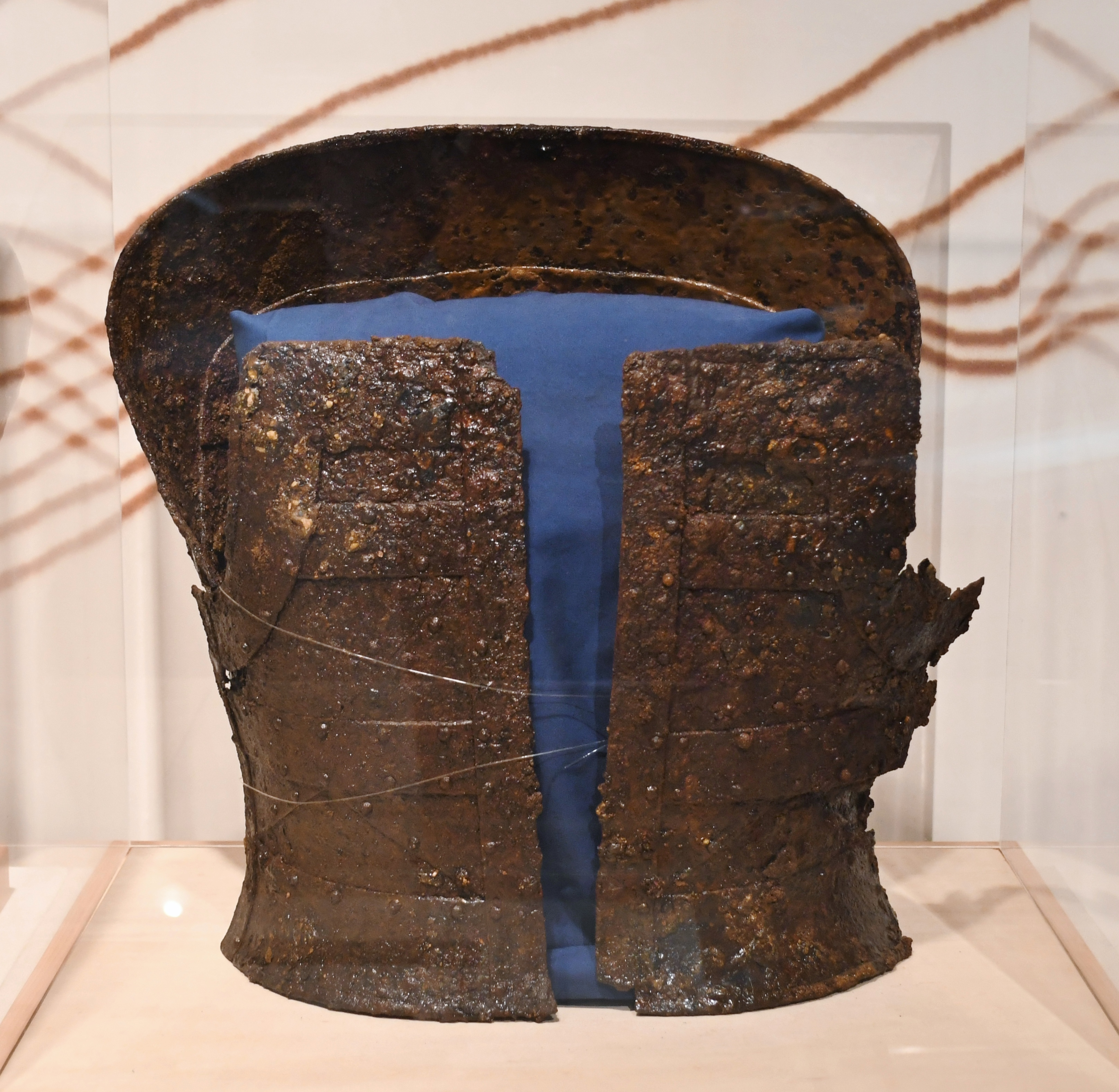
三角板鋲留短甲

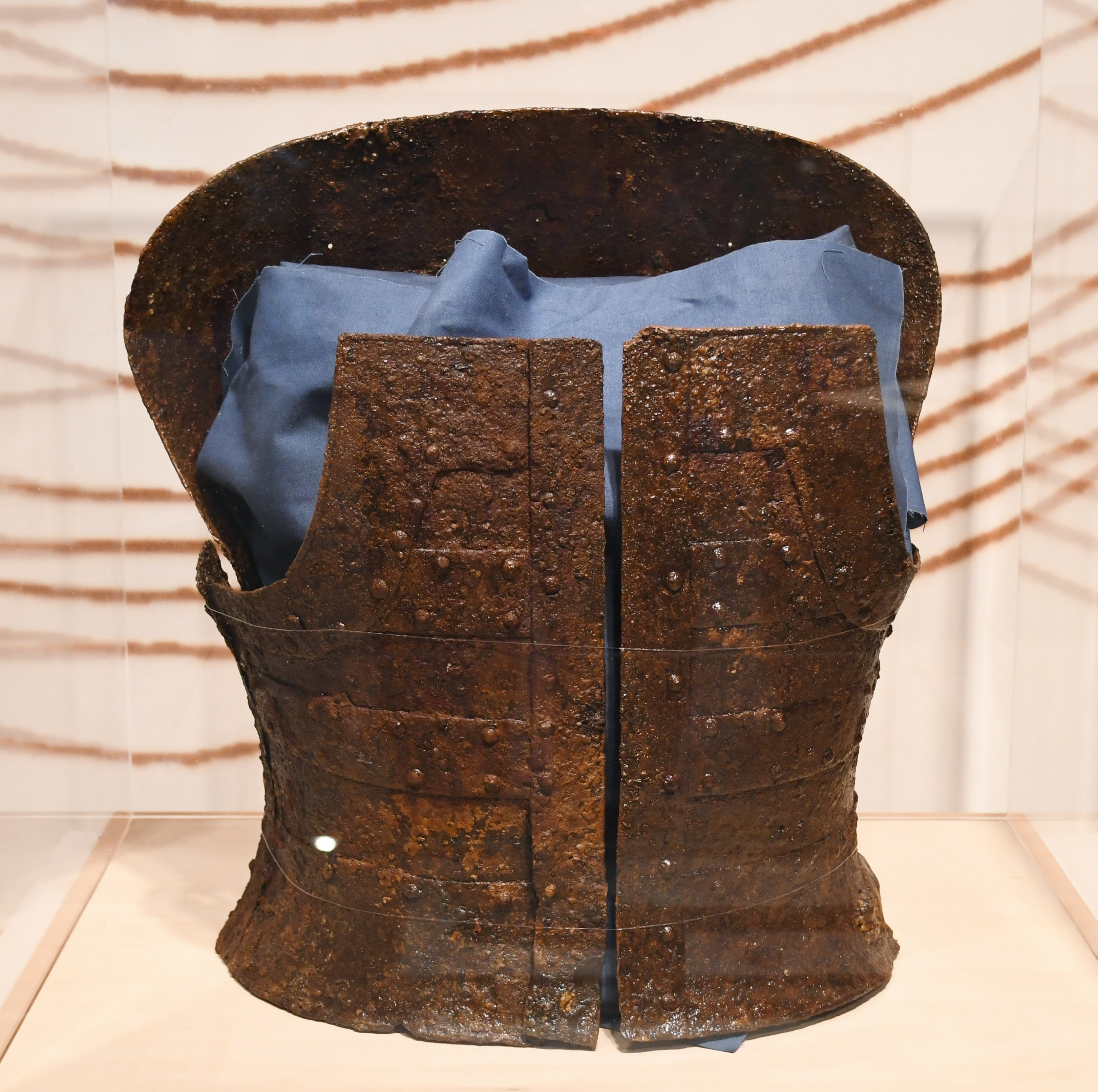
横矧板鋲留短甲

- 埴輪 69 - 円筒埴輪・朝顔形埴輪・形象埴輪。
- 土師器 5
- 須恵器 6
- 鉄剣 1

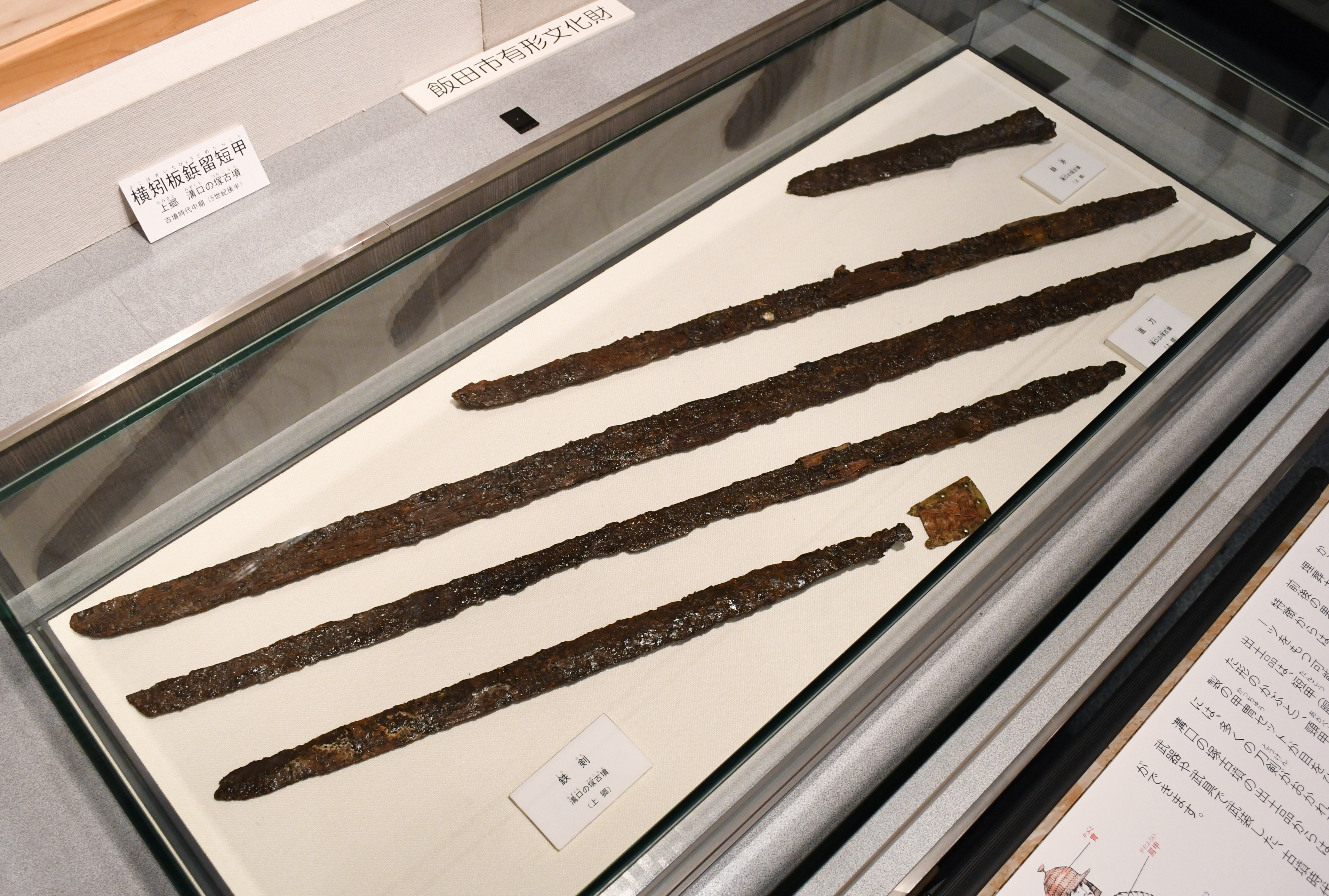
鉄剣・直刀・鉄矛

## 文化財

### 飯田市指定文化財
- 有形文化財
  - 溝口の塚古墳出土品 201点（考古資料） - 2012年（平成24年）6月14日指定。

## 関連施設
- 飯田市考古博物館（飯田市上郷別府） - 溝口の塚古墳の出土品を保管・展示。

## 関連文献
（記事執筆に使用していない関連文献）
- 『溝口の塚古墳 -一般国道153号飯田バイパス（3工区）建設に先立つ埋蔵文化財包含地緊急発掘調査報告書-』飯田市教育委員会、2001年。 - リンクは奈良文化財研究所「全国遺跡報告総覧」。